# Supercopa Argentina 2017
La Supercopa Argentina 2017, llamada Supercopa Argentina «Burger King» 2017 por motivos de patrocinio comercial, fue la sexta edición de este certamen. La disputaron el Club Atlético Boca Juniors, ganador del Campeonato de Primera División 2016-17 y el Club Atlético River Plate, campeón de la Copa Argentina 2016-17.
El partido se disputó el 14 de marzo de 2018, en el estadio Malvinas Argentinas, de la ciudad de Mendoza. River Plate se coronó campeón al vencer por 2 a 0, ganando la tercera final en la historia de los superclásicos (después del Campeonato Nacional de 1976, y el Torneo Clasificación 1988-89).
Con esta conquista, los «millonarios» obtuvieron la undécima copa nacional de su historia.

## Equipos clasificados
| Boca Juniors | Campeón de la Primera División 2016-17 |
| River Plate  | Campeón de la Copa Argentina 2016-17   |

## Partido
| 14 de marzo de 2018, 21:10 (UTC-3) | Boca Juniors | 0:2 (0:1) | River Plate                      | Estadio Malvinas Argentinas, Mendoza |                              |
|                                    |              | Reporte   | Martínez 17' (pen.) · Scocco 70' | Árbitro(s): Patricio Loustau         | Árbitro(s): Patricio Loustau |

### Ficha
| 12         | Guardameta     | Agustín Rossi              |     |
| 29         | Defensa        | Leonardo Jara              | 72' |
| 2          | Defensa        | Paolo Goltz                |     |
| 6          | Defensa        | Lisandro Magallán          |     |
| 18         | Defensa        | Frank Fabra                |     |
| 15         | Centrocampista | Nahitan Nández             |     |
| 16         | Centrocampista | Wilmar Barrios             |     |
| 8          | Centrocampista | Pablo Pérez                |     |
| 7          | Delantero      | Cristian Pavón             |     |
| 32         | Delantero      | Carlos Tévez               |     |
| 10         | Delantero      | Edwin Cardona              |     |
| Entrenador | Entrenador     | Guillermo Barros Schelotto |     |

| 1          | Guardameta     | Franco Armani     |     |
| 29         | Defensa        | Gonzalo Montiel   | 54' |
| 2          | Defensa        | Jonatan Maidana   |     |
| 22         | Defensa        | Javier Pinola     |     |
| 3          | Defensa        | Marcelo Saracchi  |     |
| 26         | Centrocampista | Ignacio Fernández |     |
| 24         | Centrocampista | Enzo Pérez        | 65' |
| 23         | Centrocampista | Leonardo Ponzio   |     |
| 10         | Centrocampista | Gonzalo Martínez  |     |
| 7          | Delantero      | Rodrigo Mora      |     |
| 27         | Delantero      | Lucas Pratto      | 67' |
| Entrenador | Entrenador     | Marcelo Gallardo  |     |

| 17 | Delantero | Ramón Ábila | 72' |

| 18 | Defensa        | Camilo Mayada  | 54' |
| 5  | Centrocampista | Bruno Zuculini | 65' |
| 32 | Delantero      | Ignacio Scocco | 67' |

| Anotado · Penal | 18' | Gonzalo Martínez | 0-1 |
| Anotado         | 70' | Ignacio Scocco   | 0-2 |

| Amonestado | 26' | Frank Fabra    |
| Amonestado | 39' | Wilmar Barrios |
| Amonestado | 42' | Nahitan Nández |
| Amonestado | 80' | Pablo Pérez    |
| Amonestado | 88' | Carlos Tévez   |

| Amonestado | 9'  | Leonardo Ponzio   |
| Amonestado | 39' | Javier Pinola     |
| Amonestado | 48' | Ignacio Fernández |

| Árbitro                         | Patricio Loustau   |
| Árbitros asistentes             | Yamil Bonfá        |
| Árbitros asistentes             | Gustavo Rossi      |
| Cuarto árbitro                  | Fernando Rapallini |
| Árbitros asistentes adicionales | Facundo Tello      |
| Árbitros asistentes adicionales | Ariel Penel        |

| 12         | Guardameta     | Agustín Rossi              |     |
| 29         | Defensa        | Leonardo Jara              | 72' |
| 2          | Defensa        | Paolo Goltz                |     |
| 6          | Defensa        | Lisandro Magallán          |     |
| 18         | Defensa        | Frank Fabra                |     |
| 15         | Centrocampista | Nahitan Nández             |     |
| 16         | Centrocampista | Wilmar Barrios             |     |
| 8          | Centrocampista | Pablo Pérez                |     |
| 7          | Delantero      | Cristian Pavón             |     |
| 32         | Delantero      | Carlos Tévez               |     |
| 10         | Delantero      | Edwin Cardona              |     |
| Entrenador | Entrenador     | Guillermo Barros Schelotto |     |

| 1          | Guardameta     | Franco Armani     |     |
| 29         | Defensa        | Gonzalo Montiel   | 54' |
| 2          | Defensa        | Jonatan Maidana   |     |
| 22         | Defensa        | Javier Pinola     |     |
| 3          | Defensa        | Marcelo Saracchi  |     |
| 26         | Centrocampista | Ignacio Fernández |     |
| 24         | Centrocampista | Enzo Pérez        | 65' |
| 23         | Centrocampista | Leonardo Ponzio   |     |
| 10         | Centrocampista | Gonzalo Martínez  |     |
| 7          | Delantero      | Rodrigo Mora      |     |
| 27         | Delantero      | Lucas Pratto      | 67' |
| Entrenador | Entrenador     | Marcelo Gallardo  |     |

| 17 | Delantero | Ramón Ábila | 72' |

| 18 | Defensa        | Camilo Mayada  | 54' |
| 5  | Centrocampista | Bruno Zuculini | 65' |
| 32 | Delantero      | Ignacio Scocco | 67' |

| Anotado · Penal | 18' | Gonzalo Martínez | 0-1 |
| Anotado         | 70' | Ignacio Scocco   | 0-2 |

| Amonestado | 26' | Frank Fabra    |
| Amonestado | 39' | Wilmar Barrios |
| Amonestado | 42' | Nahitan Nández |
| Amonestado | 80' | Pablo Pérez    |
| Amonestado | 88' | Carlos Tévez   |

| Amonestado | 9'  | Leonardo Ponzio   |
| Amonestado | 39' | Javier Pinola     |
| Amonestado | 48' | Ignacio Fernández |

| Árbitro                         | Patricio Loustau   |
| Árbitros asistentes             | Yamil Bonfá        |
| Árbitros asistentes             | Gustavo Rossi      |
| Cuarto árbitro                  | Fernando Rapallini |
| Árbitros asistentes adicionales | Facundo Tello      |
| Árbitros asistentes adicionales | Ariel Penel        |